# Farah Clothing
Farah Clothing est une entreprise américaine de prêt-à-porter fondée dans les années 1920 au Texas par Mansour Farah et sa femme. Elle a été l'un des plus grands producteurs mondiaux de blue jeans dans les années 1980. 

## Historique

### Débuts
L'entreprise est fondée dans les années 1920 à El Paso, au Texas, par Mansour Farah et sa femme, des immigrés libanais. À la mort de Mansour Farah, en 1937, son fils aîné, James Farah, reprit la gestion de l'entreprise familiale, tandis que son cadet s'occupait de la production textile. En 1947, l'entreprise devint une société anonyme (Inc.), fabriquant à grande échelle pour l'armée américaine et pour la vente par correspondance. En 1967, elle entra en bourse, levant 5,9 millions de dollars sur les marchés. Elle avait alors un chiffre d'affaires de 4 millions de dollars, la famille Farah demeurant propriétaire de 56 % des actions. En 1968, elle avait quatre usines automatisées à El Paso et San Antonio, livrant elle-même les produits à environ 150 intermédiaires, qui eux-mêmes alimentaient plus de 9 000 magasins.

### Années 1970 et grève de 1972
La firme devint ainsi le premier producteur mondial de pantalons pour hommes en 1972, avec 30 millions de paires par an. Le patron avait inventé une machine permettant de coudre directement les fermeture Éclair, poches, etc., sur les pantalons.
La onzième usine fut ouverte en 1971, en Belgique. À l'été 1972, au moins 2 000 ouvrières des usines d'El Paso et de San Antonio entrèrent en grève, réclamant des salaires plus élevés et le droit de se syndiquer chez Amalgamated Clothing Workers of America (en). Le mouvement fut soutenu par l'AFL-CIO, la confédération syndicale américaine, qui autorisa un boycott national des pantalons Farah, en juillet 1972. La grève était aussi soutenue par le sénateur et prêtre d'El Paso, George McGovern, candidat démocrate aux présidentielles de novembre 1972. 
La firme était alors très paternaliste, soignant ses ouvrières dans des cliniques appartenant au groupe, les menant du domicile au travail dans des bus de la compagnie, etc. Elle licencia bon nombre de grévistes. Alors qu'elle avait vendu pour plus de 160 millions de dollars dans l'année fiscale 1971, les ventes étaient en baisse de 8 millions de dollars en 1972, et le cours des actions chuta brutalement, passant de 49,25 dollars en 1971 à 3,38 dollars fin 1973. Farah dut alors fermer quatre de ses usines. En février 1974, elle mit fin à la grève en acceptant enfin de négocier, en reconnaissant le syndicat Amalgamated Clothing Workers comme interlocuteur légitime et en acceptant de réembaucher 2 000 grévistes licenciées, avec en sus une hausse des salaires répercutée sur trois ans.

### Crise des années 1970
La crise s'aggrave cependant après le choc pétrolier, la firme ayant manqué la mode du blue jeans. Elle dut fermer une autre usine et licencia du personnel, pour se limiter à 4 000 employées. Les créanciers firent pression pour obtenir la démission du PDG William Farah. En 1976-77, le nouveau PDG fit fermer l'usine de Belgique, celle de San Antonio, et la toute neuve usine d'El Paso. En avril 1978, William Farah, qui demeurait propriétaire de 40 % des actions, usa de son pouvoir pour contraindre à la démission le PDG et une grande partie des cadres dirigeants. Il redevint PDG, et réussit à faire remonter Farah, qui devint à nouveau bénéficiaire dans l'année fiscale 1979.

### Années 1980-90
En 1980, la firme lança une ligne pour femmes, puis ouvrit en 1981 deux usines en Irlande, suivies d'autres usines au Costa Rica et au Mexique. Farah racheta alors Generra Sportswear. À la fin des années 1980, la firme fit face à de nouvelles difficultés, l'obligeant à vendre Generra Sportswear pour éviter la faillite. En juin 1989, William Farah accepta des compensations en échange de sa démission, et fut remplacé par Richard C. Allender. En 1992, Farah, vendit le reste de ses actions sur la Bourse de New York, qui s'élevaient à 15 % du capital. Marciano Investments entra dans le capital à hauteur de 37 %. 
En 1995, Farah ouvrit une cinquième usine à Piedras Negras (Mexique), où elle était présente depuis 1979. Elle perdait cependant du terrain face à Haggar et Levi Strauss & Co., en particulier par sa ligne Dockers. Farah vendit ainsi son usine de Costa Rica en 1995, suivie de celle de Piedras Negras en 1996. En 1997, elle en fit fermer une autre en Irlande, vendant la seconde. En 1995, elle avait aussi fait fermer tous ses magasins à Porto Rico, ce qui lui laissait 35 magasins de gros aux États-Unis. 
La firme fit de plus en plus appel à des sous-traitants à l'étranger afin de délocaliser la production. Elle était toujours présente, cependant, à Chihuahua et Ciudad Juarez (au Mexique) et à San José et Cartago, au Costa Rica, profitant à plein du phénomène des maquiladoras. À cette époque (1997), elle vendait principalement à destination des États-Unis (76 % des ventes), du Royaume-Uni, de l'Australie et de la Nouvelle-Zélande.